# Brendan Shanahan
Brendan Frederick Shanahan (Mimico, 23 gennaio 1969) è un dirigente sportivo ed ex hockeista su ghiaccio canadese, vice presidente della National Hockey League. Ha segnato 656 gol nella lega ed ha vinto tre Stanley Cup con i Detroit Red Wings. È membro del Triple Gold Club.

## Palmarès

### Club
- Stanley Cup: 3

Detroit: 1996-1997, 1997-1998, 2001-2002

### Nazionale
- Giochi olimpici: 1

Salt Lake City 2002
- Campionato mondiale di hockey su ghiaccio: 1

Italia 1994
- Canada Cup: 1

1991

### Individuale
- Triple Gold Club: 1

24 febbraio 2002
- King Clancy Memorial Trophy: 1

2002-2003
- NHL First All-Star Team: 2

1993-1994, 1999-2000
- NHL Second All-Star Team: 1

2001-2002
- NHL All-Star Game: 8

1994, 1996, 1997, 1998, 1999, 2000, 2002, 2007